# Каюта
Каю́та (каю́т, через нидерл. kajuit, нем. Kajüte < фр. cahute, контаминации cabine — «жилище, хижина» и hutte — «жилище, хижина») — помещение на судне или корабле, оборудованное для проживания людей, а также различных служебных целей: буфет, кают-компания. В русском языке термин появился в начале XVII века.

## Общие сведения
Каюта имеет замкнутое пространство и вмещает обычно до четырёх человек. Может состоять из одного или нескольких помещений (например, из кабинета, спальни и санузла). Помещение на судне, рассчитанное для проживания большего количества человек, обычно называют «кубриком». Как правило, в каютах проживают офицеры и пассажиры. Традиционно персональную отдельную каюту имеет капитан судна. Термин «каюта» в большей мере применим к гражданским судам, как к пассажирским, так и к грузовым.
Пассажирские каюты могут подразделять на несколько классов по комфортабельности, согласно уровню предоставляемых удобств и услуг. Как правило, пассажирские каюты подразделяют на классы в зависимости от типа и компоновки пассажирского/круизного судна. Каюты экономкласса зачастую оборудованы только спальным местом и письменным столом и по своей компоновке в точности напоминают стандартное 4-местное купе железнодорожного вагона: 4 спальных места (2 — в нижнем ярусе, 2 — в верхнем) и небольшой столик посередине. Кроме того, в каюте могут быть размещены шкафы или полки (под багаж или ручную кладь). На ряде судов часть кают экономкласса обращена внутрь корпуса судна и не имеет иллюминаторов.
Каюты первого или второго класса имеют санузел, более комфортабельные спальные места, а также отдельные места для отдыха. На ряде круизных судов есть каюты, превосходящие по уровню комфорта и услуг даже первый класс. Такие каюты представляют собой апартаменты и внешне ничем не отличаются от дорогих гостиничных номеров высшего класса.
Большое помещение для обеда, совместного отдыха и общения командного состава судна называют «кают-компанией».